# Port Washington (Wisconsin)
Port Washington település az Amerikai Egyesült Államok Wisconsin államában, Ozaukee megyében, melynek megyeszékhelye is. Lakosainak száma 12 353 fő (2020. április 1.).

## Népesség
A település népességének változása:

| 2010 | 11 250 |
| 2020 | 12 353 |